# Coelosia strigosa
Coelosia strigosa är en tvåvingeart som beskrevs av Ostroverkhova 1979. Coelosia strigosa ingår i släktet Coelosia och familjen svampmyggor. Inga underarter finns listade i Catalogue of Life.